# Lac Zaïssan
Le lac Zaïssan (en kazakh et en russe : Зайсан) est un lac d’eau douce qui se trouve sur le cours de l'Irtych, à l’extrême est du Kazakhstan, entre les montagnes de l’Altaï au nord et celles du Tarbagataï au sud, près de la frontière chinoise.

## Description
Situé à 386 m d’altitude, il a été agrandi et son niveau surélevé, par la construction du barrage donnant naissance au réservoir Boukhtarmal. Avant son agrandissement, le lac avait une superficie de 1 860 km2 ; long de 100 km pour 32 km de large, il était profond de 8 mètres. 

Le lac est généralement gelé depuis le début du mois de novembre jusqu'à la fin du mois d'avril.

Depuis la construction du barrage de Boukhtarma, le niveau du lac s'est élevé de six mètres au-dessus de son niveau naturel et sa superficie est passée de 1 800 km2 à 3 500 km2,.
La ville de Zaïssan se trouve à 35 km au sud-est des rives du lac.
Le lac est un repaire pour l’esturgeon[réf. nécessaire]. Il abonde en poisson.

## Principaux tributaires
- L'Irtych noire venue de Chine, dont le débit est d'environ 330 m3/s. Après la frontière, elle est déjà grossie des eaux de ka Kaldjir et de la Chabakty.
- La Kandissou
- La Bougaz
- La Kokpekty

## Histoire
Le russe Ivan Bukholts remonte la rivière pour y construire un fort et y chercher de l'or.

En 1715, il est repoussé vers l'aval de la rivière par les Oïrats, qui ont établi le Khanat dzoungar dans la région.
Dans les années 1750, la dynastie Qing conquiert l'état du Khanat.

Ceci a pour effet de pousser les autorités russes à surveiller leurs frontières.

En 1756, Ivan Nepliouïev le gouverneur d'Orenbourg propose d'annexer la région du Lac Zaïssan, mais le projet est devancé par les succès chinois.
En 1759, certains russes sont préoccupés par la possibilité qu'une flotte chinoise puisse passer du Lac Zaïssan à l'Irtych et en Sibérie occidentale.
En 1764, une expédition russe a visité la région du lac Zaïssan, et en conclu qu'une telle invasion riveraine est improbable.
Néanmoins, les russes marquant la frontière avec un alignement de piquets sur la Boukhtarma, au nord du lac Zaysan.
Ainsi, la frontière entre les deux empires dans le bassin de l'Irtych est devenue plus ou moins délimitée, avec de rares chaînes de postes de garde des deux côtés.
Toutefois, même si la région du Zaïssan est reconnue par les deux parties comme partie de l'empire Qing des expéditions de pêche sont organisées chaque année par les cosaques de Sibérie à partir de 183.

Au milieu du XIXe siècle la présence des Qing sur la partie amont de l'Irtysh se limite à la visite annuelle d'une délégation Qing de Chuguchak à l'un des lieux de pêche des Cosaques
La frontière entre les empires russe et Qing dans le bassin de l'Irtish a été tracée d'une façon similaire à l’actuelle frontière entre la Russie et le Kazakhstan par la convention de Pékin de 1860.

La frontière actuelle consécutive à la convention a été tracée par le Protocole de Chuguchak (1864) laissant le lac Zaïssan du côté Russe,.
La présence  militaire de l'empire Qing dans le bassin de l'Irtysh a été diminuée par la révolte des Dounganes (1862–77).

Après la chute de la rébellion et la reconquête du Xinjiang par Zuo Zongtang, la frontière russo-Qing est légèrement réajustée par le Traité de Saint-Pétersbourg de 1881.

## Galerie

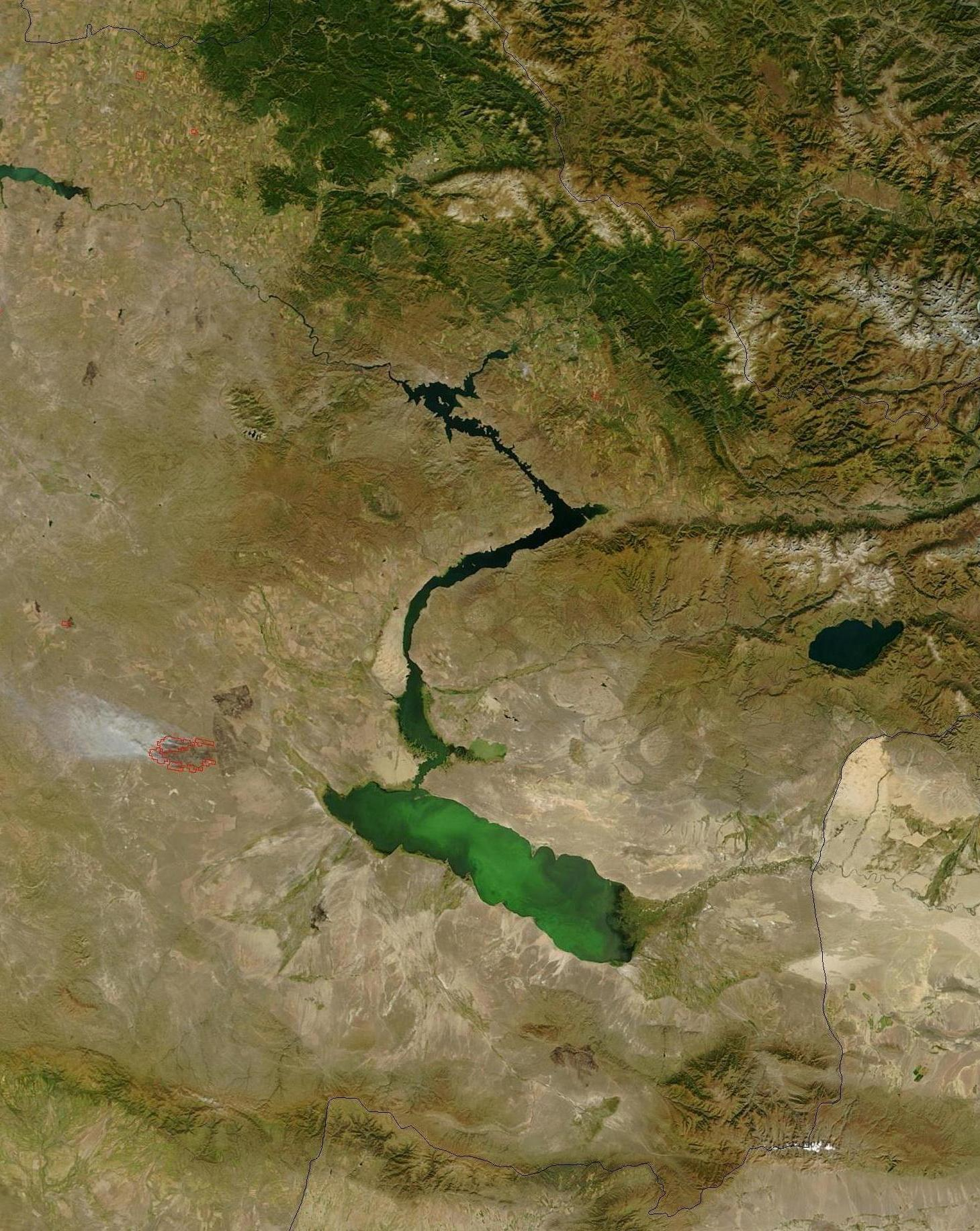
Vue satellitaire du lac Zaïssan.
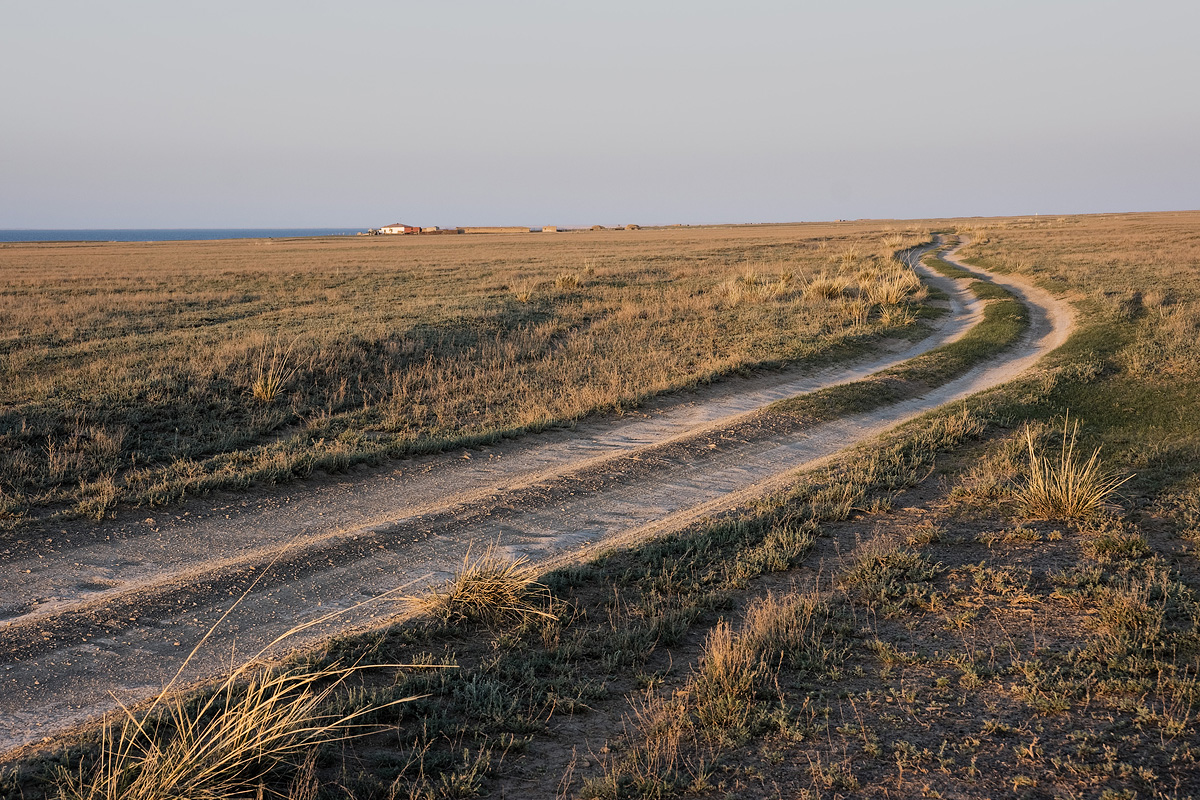
Côte du lac.